# Diócesis de Ibiza
La diócesis de Ibiza (en latín: Dioecesis Ebusitana y en catalán: Bisbat d'Eivissa) es una circunscripción eclesiástica de la Iglesia católica en España. Se trata de una diócesis latina, sufragánea de la archidiócesis de Valencia. Desde el 13 de octubre de 2021 su obispo es Vicente Ribas Prats.

## Territorio y organización
La diócesis tiene 872 km² y extiende su jurisdicción sobre los fieles católicos de rito latino residentes en la comunidad autónoma de las Islas Baleares en las islas Pitiusas (Ibiza, Formentera y numerosos islotes).
La sede de la diócesis se encuentra en la ciudad de Ibiza, en donde se halla la Catedral de la Virgen de las Nieves.
En 2021 en la diócesis existían 27 parroquias agrupadas en 4 arciprestazgos.

## Historia
Se desconocen los orígenes del cristianismo en Ibiza y Formentera, y en general en todo el archipiélago balear. Ciertamente las islas ya tenían su propia organización eclesiástica en la segunda mitad del siglo V, como documenta la Notitia provinciarum et civitatum Africae, que contiene la lista de obispos convocados a Cartago por el rey vándalo Hunerico en 484. Entre los obispos de la provincia civil insule Sardiniae figura el obispo Opilio de Ebuso; sin embargo, no hay evidencia, como sostienen algunos historiadores, de que la diócesis dependiera de la provincia eclesiástica de la arquidiócesis de Cagliari.
Ibiza reclama otro obispo, Vicente, que vivió durante el gobierno bizantino del archipiélago, entre finales del siglo VI y principios del VII, y que mantuvo un intercambio epistolar con Liciniano de Cartago.
Con el comienzo del siglo VIII se inició un período de decadencia para las islas Baleares, que por su posición estratégica fueron disputadas por árabes, carolingios y normandos. Las continuas incursiones acabaron con las estructuras eclesiásticas, aunque probablemente sobrevivió una comunidad cristiana, como parece documentado por dos privilegios del papa Formoso (hacia 892) y del papa Romano (897), en los que se confiaban las islas del archipiélago a jurisdicción de los obispos de Gerona. Con el siglo X, sin embargo, se impone definitivamente la dominación musulmana y desde ese momento poco o nada se sabe de la comunidad cristiana de Ibiza.
Un documento árabe de 1058, cuya autenticidad no es unánimemente cierta, da fe de la concesión al obispo de Barcelona Guislaberto de la jurisdicción espiritual sobre los cristianos de las islas Baleares. Este y otros documentos fueron utilizados por los obispos de Barcelona en un intento de que se reconociera la jurisdicción sobre las islas, jurisdicción que no se concedió cuando fueron liberadas de los árabes en el siglo XIII.
Ibiza fue reconquistada el 8 de agosto de 1235 y de inmediato comenzó la cristianización de la isla; se erigió la única parroquia, la de Santa María, que el papa Gregorio IX, con carta de 25 de enero de 1240, incorporó a la diócesis de Mallorca. Esta decisión fue confirmada por el papa Bonifacio VIII en 1295.
La diócesis de Ibiza fue erigida el 30 de abril de 1782 con la bula Ineffabilis Dei del papa Pío VI y se hizo sufragánea de Tarragona.
Se nombró primer obispo a Manuel Abad Lasierra, quien organizó la diócesis dividiéndola en parroquias, con el establecimiento de dos parroquias urbanas y 15 rurales en la isla de Ibiza, y otras 3 en la isla de Formentera. La fundación del seminario diocesano se debe a su sucesor Eustaquio Azara.
Tras el acuerdo de 1851, se preveía la supresión de la diócesis y la agregación a la diócesis de Mallorca, que, sin embargo, nunca se llevó a cabo por completo debido a la oposición de los obispos. De 1852 a 1855 la diócesis estuvo gobernada por gobernadores eclesiásticos y de 1855 a 1927 por vicarios capitulares en el puesto vacante.
El 19 de julio de 1927, un acuerdo entre la Santa Sede y el Gobierno español dio lugar al nombramiento de un obispo residente, independiente de la jurisdicción de Mallorca, como administrador apostólico y titular de una sede in partibus. En Ibiza hubo dos administradores apostólicos: Salvio Huix Miralpeix, obispo titular de Selimbria, que convocó el primer y hasta ahora único sínodo diocesano; y Antonio Cardona Riera, obispo titular de Quersoneso de Creta.
Durante la guerra civil española, más de veinte sacerdotes de la diócesis fueron ejecutados entre agosto y septiembre de 1936.
En 1949 la administración apostólica fue elevada a diócesis y sufragánea de Valencia. El primer obispo de la sede restaurada fue Antonio Cardona Riera.
En 1965 se inauguró el museo catedralicio, que alberga esculturas, pinturas y otros objetos pertenecientes a la catedral y su cabildo; desde 2006 el museo se encuentra en la propia catedral y en espacios anexos al edificio sacro.

## Estadísticas
Según el Anuario Pontificio 2022 la diócesis tenía a fines de 2021 un total de 147 460 fieles bautizados.
| Año                                                                             | Población            | Población | Población      | Sacerdotes | Sacerdotes    | Sacerdotes    | Bautizados por sacerdote | Diáconos permanentes | Religiosos | Religiosos | Parroquias |
| Año                                                                             | Bautizados católicos | Total     | % de católicos | Total      | Clero secular | Clero regular | Bautizados por sacerdote | Diáconos permanentes | Varones    | Mujeres    | Parroquias |
| ------------------------------------------------------------------------------- | -------------------- | --------- | -------------- | ---------- | ------------- | ------------- | ------------------------ | -------------------- | ---------- | ---------- | ---------- |
| 1950                                                                            | 45 000               | 45 000    | 100.0          | 55         | 53            | 2             | 818                      |                      | 4          | 70         | 23         |
| 1970                                                                            | 39 979               | 39 979    | 100.0          | 53         | 49            | 4             | 754                      |                      | 5          | 73         | 23         |
| 1980                                                                            | 56 340               | 57 699    | 97.6           | 41         | 37            | 4             | 1374                     |                      | 5          | 77         | 25         |
| 1990                                                                            | 65 000               | 66 300    | 98.0           | 32         | 30            | 2             | 2031                     |                      | 3          | 69         | 25         |
| 1999                                                                            | 84 000               | 91 000    | 92.3           | 35         | 32            | 3             | 2400                     |                      | 6          | 57         | 26         |
| 2000                                                                            | 84 000               | 91 000    | 92.3           | 36         | 33            | 3             | 2333                     |                      | 6          | 57         | 26         |
| 2001                                                                            | 84 000               | 91 000    | 92.3           | 36         | 33            | 3             | 2333                     |                      | 6          | 57         | 26         |
| 2002                                                                            | 95 000               | 107 000   | 88.8           | 37         | 34            | 3             | 2567                     |                      | 6          | 57         | 26         |
| 2003                                                                            | 93 000               | 108 000   | 86.1           | 37         | 33            | 4             | 2513                     |                      | 7          | 57         | 26         |
| 2004                                                                            | 100 000              | 112 730   | 88.7           | 36         | 32            | 4             | 2777                     |                      | 8          | 56         | 25         |
| 2006                                                                            | 110 000              | 118 013   | 93.2           | 35         | 31            | 4             | 3142                     |                      | 7          | 56         | 25         |
| 2013                                                                            | 130 600              | 145 000   | 90.1           | 36         | 31            | 5             | 3627                     |                      | 10         | 36         | 32         |
| 2016                                                                            | 139 208              | 152 509   | 91.3           | 39         | 33            | 6             | 3569                     |                      | 9          | 35         | 32         |
| 2019                                                                            | 142 220              | 164 936   | 86.2           | 35         | 33            | 2             | 4063                     | 1                    | 5          | 35         | 33         |
| 2021                                                                            | 147 460              | 171 043   | 86.2           | 30         | 27            | 3             | 4915                     | 1                    | 4          | 25         | 27         |
| Fuente: Catholic-Hierarchy, que a su vez toma los datos del Anuario Pontificio. |                      |           |                |            |               |               |                          |                      |            |            |            |

Según cifras oficiales, en el curso 2017-2018 se formaron 3 seminaristas en el Seminario Mayor diocesano.

## Episcopologio
- Opilió † (mencionado en 484)
- Vicent † (siglo VI/siglo VII)
- Manuel Abad Lasierra, O.S.B. † (18 de julio de 1783-28 de septiembre de 1787 nombrado obispo de Astorga)
- Eustaquio Azara, O.S.B. † (7 de abril de 1788-12 de septiembre de 1794 nombrado obispo de Barcelona)
- Climent Llocer † (1 de junio de 1795-antes del 6 de junio de 1805 falleció)
- Blas Jacobo Beltrán † (26 de junio de 1805-10 de julio de 1815 nombrado obispo de Coria)
- Felipe González Abarca, O. de M. † (22 de julio de 1816-30 de agosto de 1829 nombrado obispo de Santander)
- Basilio Antonio Carrasco Hernando, O. de M. † (26 de marzo de 1831-4 de abril de 1852 falleció)
- Sede vacante (1852-1927)
- Sede en administración apostólica (1927-1949):
  - Beato Salvio Huix Miralpeix, C.O. † (16 de febrero de 1928-28 de enero de 1935 nombrado obispo de Lérida) (administrador apostólico)
  - Antonio Cardona Riera † (21 de junio de 1935-2 de febrero de 1950 nombrado obispo) (administrador apostólico)
- Antonio Cardona Riera † (2 de febrero de 1950-28 de marzo de 1960 renunció[nota 1])
- Francisco Planas Muntaner † (28 de marzo de 1960-10 de septiembre de 1976 renunció)
- José Gea Escolano † (10 de septiembre de 1976-15 de mayo de 1987 nombrado obispo de Mondoñedo-Ferrol)
- Manuel Ureña Pastor (8 de julio de 1988-23 de julio de 1991 nombrado obispo de Alcalá de Henares)
- Javier Salinas Viñals (26 de mayo de 1992-5 de septiembre de 1997 nombrado obispo de Tortosa)
- Agustín Cortés Soriano (20 de febrero de 1998-15 de junio de 2004 nombrado obispo de Sant Feliu de Llobregat)
- Vicente Juan Segura (22 de enero de 2005-18 de enero de 2020 nombrado obispo auxiliar de Valencia[nota 2])
- Vicente Ribas Prats, desde el 13 de octubre de 2021[nota 3]